# Atentado con casa-bomba en Neiva
El atentado con casa-bomba en Neiva fue un atentado terrorista perpetrado el 14 de febrero de 2003 por la guerrilla de las Fuerzas Armadas Revolucionarias de Colombia - Ejército del Pueblo (FARC-EP) en la ciudad colombiana de Neiva, departamento del Huila. El atentado fue llevado a cabo por miembros de las Columna Móvil Teófilo Forero de las FARC-EP. Según las autoridades colombianas, las FARC-EP abarrotaron con explosivos una casa cercana al Aeropuerto Benito Salas de Neiva y por la cual sobrevolaria el avión presidencial. El presidente Álvaro Uribe tenía previsto visitar Neiva el mismo día de la explosión.
La casa estaba ubicada en el barrio Villa Magdalena, IV etapa, de Neiva. Miembros de la Fiscalía General de la Nación y de la Policía Nacional de Colombia realizaban allanamientos en varias casas de Neiva tras recibir informes de que miembros de la Columna Móvil Teófilo Forero de las FARC-EP, pretendían atentar contra el presidente Uribe.

## Víctimas
Perdieron la vida la Fiscal Segunda Especializada, Cecilia Giraldo Saavedra, 9 policías incluido el mayor de la Sijin, Henry Angarita Calderón y el patrullero Cesar Augusto Galeano Gemade, y 5 civiles. Cinco policías y 61 civiles sufrieron graves heridas. Los daños materiales fueron cuantiosos. Cerca de 40 casas fueron afectadas por la explosión.

## Condenados
La Fiscalía General de la Nación dictó una resolución de acusación contra los miembros de las FARC-EP: Blanca Leonor Garzón Matiz, Amarly Pérez Ospina, Isabel Ospina Rivera, Edelberto Jaramillo Forero, Alexander Latorre Valencia, que fueron capturados. Como reos en ausencia fueron declarados los miembros de las FARC-EP, Robinson Matiz Cubides, Fabián Ortuvez Caicedo Matiz y Aldemar Soto Charry. En la resolución de acusación fueron sindicados de los delitos de rebelión, homicidio en persona protegida, tentativa de homicidio en persona protegida, homicidio agravado, tentativa de homicidio agravado, terrorismo, concierto para delinquir, utilización de medios y métodos de guerra ilícitos y daño en bien ajeno. También, se rompió la unidad procesal para investigar a los integrantes del Secretariado de las FARC-EP y alias "James Patamala", segundo al mando de la Columna Móvil Teófilo Forero.
Según el guerrillero desertor de la Columna Móvil Teofilo Forero, Wilson Díaz Ramos, alias "Bladimir" aseguró que a los autores de la “casa bomba” en Neiva habían sido fusilados por el jefe guerrillero Edgar Gustavo Navarro Morales alias "El Mocho" por haber filtrado la información sobre el atentado al presidente Uribe. Diaz Ramos dijo que los autores de activar la carga explosiva en la casa habían sido Róbinson Matiz y Fabián Ordúvez. Ambos fueron ejecutados después de un “consejo de guerra”.